# Morhołt
Morhołt (Morholt, znany też jako Marhalt, Morold, Marhaus) – irlandzki wojownik. W legendach arturiańskich rycerz Okrągłego Stołu.
Morhołt w imieniu króla Irlandii zażądał trybutu od króla Kornwalii, Marka:
„[…] mocą dawnych traktatów Irlandczycy mogli ściągnąć z Kornwalii jednego roku trzysta funtów miedzi, drugiego roku trzysta funtów czystego srebra, zasię trzeciego trzysta funtów złota. Ale kiedy przychodził czwarty rok, uwozili trzystu młodych chłopców i trzysta młodych dziewcząt w wieku piętnastu lat, wybieranych losem spośród rodzin Kornwalii. Owóż tego roku, jako posła swego zlecenia, król wyprawił do Tyntagielu olbrzymiego rycerza Morhołta […].”
Został zabity przez Tristana – siostrzeńca i obrońcę Marka. Postać Morhołta pojawia się w większości wersji opowieści o Tristanie i Izoldzie. Po raz pierwszy wspomina o nim Thomas of Britain i Béroul, a późniejsi autorzy, m.in. Thomas Malory, rozbudowali jego rolę. W tych opowieściach Morhołt jest jednym z rycerzy Okrągłego Stołu. W najwcześniejszych wersjach opowieści jest on bratem królowej Irlandii i wujem Izoldy, miłości Tristana (obie, matka i córka, nosiły imię Izolda). Przyjeżdża do Kornwalii, aby odebrać trybut należny jego ojczyźnie, ale Tristan zgadza się pojedynkować z nim w zamian za wyzwolenie rodaków od trybutu. Tristan śmiertelnie rani Morhołta, zostawia kawałek swojego miecza w czaszce Irlandczyka, ale ten ostatkiem sił strzela do niego zatrutą strzałą, a potem ucieka do Irlandii, aby tam umrzeć. Umierający Tristan też jedzie w przebraniu do Irlandii, gdzie zostaje uleczony przez Izoldę – siostrzenicę Morhołta. Królowa Irlandii odkrywa jednak, że kawałek miecza znaleziony w czaszce jej brata idealnie pasuje do pękniętego ostrza miecza Tristana. 
Thomas Malory opisuje jeszcze przygody Morhołta i młodych Sir Gawaina i Sir Ywaina, na początku rządów króla Artura. W późniejszych opowiadaniach po śmierci Morhołta przy Okrągłym Stole jego miejsce zajmuje Tristan, zaraz po tym, jak dołączył do rycerzy.